# Sofía Brito
Sofía Brito (Ciudad de México, México; 2 de septiembre de 1986) es una actriz mexicana-argentina de cine, televisión y teatro. 

## Biografía
Nació el 2 de septiembre de 1986 en México, hija de padres argentinos. A los 3 años fue a vivir as Buenos Aires con su familia. 
Su formación actoral incluye estudios en el Instituto Vocacional de Arte, estudios con Ricardo Bartís, Raul Serrano, Claudio Quinteros, Guillermo Angelleli, Lisandro Rodríguez, Nora Moseinco y un perfeccionamiento en el Instituto Nacional de Teatro. Es seleccionada para estudiar con Jean Loui Rodrigue en el Guadalajara Talents y en el Berlinale Talents.
Estudió cine en el Programa de Cine de la Universidad Torcuato Di Tella

## Trayectoria
Comenzó trabajando en Teatro en el año 2003 (Una Estirpe de Petizas). En 2006 coprotagonizó su primer cortometraje (Crisipstalo). En 2012 coprotagonizó el largometraje Los salvajes, dirigido por Alejandro Fadel, trabajo por el cual recibió una nominación al premio Cóndor Revelación Femenina. En 2015, por su trabajo en El hijo buscado, recibió el premio actriz revelación de película argentina de todas las competencias, del Festival Internacional de Cine de Mar del Plata. Fue seleccionada para participar en el Berlinale Talents (Guadalajara 2015) y en el Talents Buenos Aires 2015. Filma "EVA no Duerme" de Pablo Agüero, y es nominada a los Premios Cóndor de Plata como actriz de Reparto. En 2016 es seleccionada para participar del Berlinale Talents, donde vuelve a estudiar con Jean Loui Rodrígue. Filma "La Omisión" de Sebastián Schjaer. En 2017 filma "Rosita" de Verónica Chen y "Telemundo" del director estadounidense James Benning. También filma du primer largometraje como realizadora 中孚 61.La Verdad Interior. En 2018 gana el premio Carlos Carella a la mejor actriz otorgado por la Asociación Argentina de Actores por su trabajo en La Omisión en el quinto Festival Internacional de Puerto Madryn.

## Cine
| Año  | Título                                  | Personaje          | Director                         |
| ---- | --------------------------------------- | ------------------ | -------------------------------- |
| 2019 | Rosita                                  | Lola               | Verónica Chen                    |
| 2019 | El rocío                                |                    | Emiliano Grieco                  |
| 2019 | La afinadora de árboles                 |                    | Natalia Smirnoff                 |
| 2018 | La omisión                              | Paula              | Sebastián Schjaer                |
| 2017 | 中孚 61.La Verdad Interior              |                    | Sofía Brito                      |
| 2017 | Telemundo                               | ella misma         | James Benning                    |
| 2016 | Dofus, livre 1 : Julith                 |                    | Anthony Roux, Jean-Jacques Denis |
| 2016 | Los territorios                         | La novia           | Ivan Gravnosky                   |
| 2015 | Eva no duerme                           | Esther             | Pablo Agüero                     |
| 2014 | Poema Urgente para una Perra Hambrienta | "Ella"             | Raúl Perrone                     |
| 2014 | El perro de Ituzaingo                   | "Ella"             | Patricio Carroggio               |
| 2014 | Yo Pasto de Leones                      | María              | Milton Secchi                    |
| 2013 | El hijo buscado                         | Anahí              | Daniel Gaglianó                  |
| 2013 | Expiar (Cortometraje)                   | "Ella"             | Damian Galateo                   |
| 2012 | Su piel era rosa                        | Mechi              | Nadia Benedicto                  |
| 2012 | Despierta                               | protagonista       | Julián De la Torre               |
| 2012 | Los salvajes                            | Grace              | Alejandro Fadel                  |
| 2009 | El Fantasma                             | María              | Juan Ojuez                       |
| 2009 | Mozel (cortometraje)                    | Sofía              | Miguel Mango                     |
| 2009 | La Onírica del Eco (cortometraje)       | mujer protagonista | Mauricio Morales                 |
| 2008 | Crisipstalo (cortometraje)              | mujer protagonista | Ariel Palm                       |

## Televisión
| Año        | Título              | Personaje | Canal      |
| ---------- | ------------------- | --------- | ---------- |
| 2016       | La última hora      | Tyneiyer  | TV Pública |
| 2012- 2013 | Tiempos compulsivos | Adriana   | El Trece   |

## Teatro
- 2018- De vez en cuando me derrumbo de Juan Gabriel Miño
- 2017- No me pienso morir de Mariana Chaud en Teatro Nacional Cervantes
- 2014/15/16 - "Hamlet está muerto. Sin fuerza de gravedad" - Dirección Lisandro Rodríguez
- 2012 - "La Liga de la Tierra" - Dirección Eloy Gonzales
- 2011 - “La Mártir del Valle” - Dirección: Pablo Lapadulla
- 2010 - “Los Hijos de la Noche” - Dirección: Guillermo
- 2009 - “Babel Piraña” - Dirección: Guillermo Angelelli
- 2007 - “Los actos unas cuantas líneas” - Dirección: Jill Greenhalgh
- 2005 - “La mujer de Antes” - Dirección: Diego Starosta
- 2004/2003 - “Una Estirpe de Petizas” - Dirección: Patricia Zangaro

## Premios y reocnocimientos
| Año  | Premio                                                 | Categoría                                                         | Película        |          |
| ---- | ------------------------------------------------------ | ----------------------------------------------------------------- | --------------- | -------- |
| 2018 | "Carlos Carella" de la Asociación Argentina de Actores | Mejor actriz                                                      | La omisión      | Ganadora |
| 2016 | Cóndor de Plata                                        | Actriz de Reparto                                                 | Eva no duerme   | Nominada |
| 2015 | Berlinale Talents                                      | Actor seleccionado para participar en el Talents Guadalajara 2015 |                 |          |
| 2015 | Talents Buenos Aires                                   | Actor seleccionado                                                |                 |          |
| 2014 | 29 Festival Internacional de Cine de Mar del Plata     | Actriz revelación de película argentina de todas las competencias | El hijo buscado | Ganadora |
| 2012 | Cóndor de Plata                                        | Nominación Revelación Femenina                                    | Los salvajes    | Nominada |